# Copa España 2025-26
La Copa España 2025-26 es la 2.ª temporada de la segunda copa española de baloncesto. Se iniciará el 13 de septiembre de 2024 con la primera jornada de la fase previa y terminará el 24 de enero de 2026.

## Sistema de competición
La Copa España mantiene el formato de su primera edición, estructurado en tres fases que se desarrollan entre septiembre y finales de enero, culminando con una Final Four.

### Fase previa
Participan 28 equipos de Segunda FEB, distribuidos en 7 grupos de 4 equipos según criterios geográficos. Cada grupo disputa una liga a un solo partido (3 jornadas). Los resultados generan una clasificación única de la que los 15 mejores equipos avanzan a la siguiente fase.

### Eliminatorias
Se incorporan los 17 equipos de Primera FEB, que junto a los 15 clasificados completan los dieciseisavos de final. Los emparejamientos se definen por sorteo puro. Todas las eliminatorias se juegan a partido único. El equipo de menor categoría actúa como local; si ambos equipos pertenecen a la misma categoría, el partido se juega en casa del primer equipo extraído.

### Final Four
Los cuatro equipos que superen los cuartos de final disputarán una Final Four en sede aún por definir, con semifinales y final a partido único los días 24 y 25 de enero. El ganador se proclamará campeón de la Copa España.

## Participantes
Esta competición estará formada por los siguientes 46 equipos:
- 17 equipos de la Primera FEB 2025-26.
- 28 equipos de la Segunda FEB 2025-26.

| Primera FEB 2025-26             | Primera FEB 2025-26          | Primera FEB 2025-26         | Primera FEB 2025-26          |
| ------------------------------- | ---------------------------- | --------------------------- | ---------------------------- |
| Aircargobooking Ourense         | Alimerka Oviedo Baloncesto   | Caja Rural CB Zamora        | Fibwi Mallorca Bàsquet Palma |
| Flexicar Fuenlabrada            | Grupo Alega Cantabria        | G. Caesa S. FC Cartagena CB | Grupo Ureta Tizona Burgos    |
| Hestia Menorca                  | HLA Alicante                 | Inveready Gipuzkoa Basket   | Leyma Coruña                 |
| Melilla Ciudad del Deporte      | Monbus Obradoiro             | Movistar Estudiantes        | Palmer Basket Mallorca Palma |
| Súper Agropal Palencia          |                              |                             |                              |
| Segunda FEB 2025-26             |                              |                             |                              |
| Amics Castelló                  | Biele ISB                    | Bueno Arenas Albacete       | Cáceres Patrimonio H.        |
| Castillo de Gorraiz Valle de E. | CB Clavijo                   | CB Getafe                   | CB Salou                     |
| CB Sant Antoni Ibiza            | CB Starlabs Morón            | CB Toledo                   | CB Zaragoza                  |
| CEB Llíria                      | Círculo Gijón Baloncesto     | Ciudad Molina Basket        | Clínica Ponferrada SDP       |
| Coto Córdoba CB                 | Cultural y Deportiva Leonesa | Homs UE Mataró              | Insolac Caja 87              |
| Jaén Paraíso Interior CB        | LBC Cocinas.com              | Lobe Huesca La Magia        | Maderas Sorlí Benicarló      |
| Proinbeni UPB Gandía            | Sol Gironès Bisbal Bàsquet   | Spanish Basketball A.       | UEMC CBC Valladolid          |

## Fase previa
Los 28 equipos procedentes de la Segunda FEB se dividirán inicialmente en siete grupos de cuatro equipos equipos cada uno de ellos. Los grupos se formarán atendiendo a criterios de distribución geográfica y, en cada uno de estos siete grupos se disputará una liga regular a un solo partido (tres jornadas). Los resultados de todos los partidos se concentran en una clasificación única dando lugar por tanto a una tabla unificada. De este modo, los primeros quince equipos clasificados al término de esta primera fase pasarán a la fase de eliminatorias.
Los partidos se disputarán los días 13-14 de septiembre de 2025 (Jornada 1), 20-21 de septiembre de 2025 (Jornada 2) y 20-28 de septiembre de 2025 (Jornada 3).

### Grupo A
| Pos. | Equipo                             | PJ | G | P | PF | PC | DP | Pts |  | ISB | VDE | CLA | LBC |
| ---- | ---------------------------------- | -- | - | - | -- | -- | -- | --- |  | --- | --- | --- | --- |
| 1    | Biele ISB                          | 0  | 0 | 0 | 0  | 0  | 0  | 0   |  | —   | –   | –   | –   |
| 2    | Castillo de Gorraiz Valle de Égües | 0  | 0 | 0 | 0  | 0  | 0  | 0   |  | –   | —   | –   | –   |
| 3    | CB Clavijo                         | 0  | 0 | 0 | 0  | 0  | 0  | 0   |  | –   | –   | —   | –   |
| 4    | LBC Cocinas.com                    | 0  | 0 | 0 | 0  | 0  | 0  | 0   |  | –   | –   | –   | —   |

 Fuente: FEB.es

### Grupo B
| Pos. | Equipo                       | PJ | G | P | PF | PC | DP | Pts |  | GIJ | PON | LEO | VLL |
| ---- | ---------------------------- | -- | - | - | -- | -- | -- | --- |  | --- | --- | --- | --- |
| 1    | Círculo Gijón Baloncesto     | 0  | 0 | 0 | 0  | 0  | 0  | 0   |  | —   | –   | –   | –   |
| 2    | Clínica Ponferrada SDP       | 0  | 0 | 0 | 0  | 0  | 0  | 0   |  | –   | —   | –   | –   |
| 3    | Cultural y Deportiva Leonesa | 0  | 0 | 0 | 0  | 0  | 0  | 0   |  | –   | –   | —   | –   |
| 4    | UEMC CBC Valladolid          | 0  | 0 | 0 | 0  | 0  | 0  | 0   |  | –   | –   | –   | —   |

 Fuente: FEB.es

### Grupo C
| Pos. | Equipo                   | PJ | G | P | PF | PC | DP | Pts |  | MOR | COR | CAJ | JAE |
| ---- | ------------------------ | -- | - | - | -- | -- | -- | --- |  | --- | --- | --- | --- |
| 1    | CB Starlabs Morón        | 0  | 0 | 0 | 0  | 0  | 0  | 0   |  | —   | –   | –   | –   |
| 2    | Coto Córdoba CB          | 0  | 0 | 0 | 0  | 0  | 0  | 0   |  | –   | —   | –   | –   |
| 3    | Insolac Caja 87          | 0  | 0 | 0 | 0  | 0  | 0  | 0   |  | –   | –   | —   | –   |
| 4    | Jaén Paraíso Interior CB | 0  | 0 | 0 | 0  | 0  | 0  | 0   |  | –   | –   | –   | —   |

 Fuente: FEB.es

### Grupo D
| Pos. | Equipo                | PJ | G | P | PF | PC | DP | Pts |  | ALB | MOL | LLI | GAN |
| ---- | --------------------- | -- | - | - | -- | -- | -- | --- |  | --- | --- | --- | --- |
| 1    | Bueno Arenas Albacete | 0  | 0 | 0 | 0  | 0  | 0  | 0   |  | —   | –   | –   | –   |
| 2    | Ciudad Molina Basket  | 0  | 0 | 0 | 0  | 0  | 0  | 0   |  | –   | —   | –   | –   |
| 3    | CEB Llíria            | 0  | 0 | 0 | 0  | 0  | 0  | 0   |  | –   | –   | —   | –   |
| 4    | Proinbeni UPB Gandía  | 0  | 0 | 0 | 0  | 0  | 0  | 0   |  | –   | –   | –   | —   |

 Fuente: FEB.es

### Grupo E
| Pos. | Equipo                     | PJ | G | P | PF | PC | DP | Pts |  | ZAR | SAL | HUE | BIS |
| ---- | -------------------------- | -- | - | - | -- | -- | -- | --- |  | --- | --- | --- | --- |
| 1    | CB Zaragoza                | 0  | 0 | 0 | 0  | 0  | 0  | 0   |  | —   | –   | –   | –   |
| 2    | CB Salou                   | 0  | 0 | 0 | 0  | 0  | 0  | 0   |  | –   | —   | –   | –   |
| 3    | Lobe Huesca La Magia       | 0  | 0 | 0 | 0  | 0  | 0  | 0   |  | –   | –   | —   | –   |
| 4    | Sol Gironès Bisbal Bàsquet | 0  | 0 | 0 | 0  | 0  | 0  | 0   |  | –   | –   | –   | —   |

 Fuente: FEB.es

### Grupo F
| Pos. | Equipo                  | PJ | G | P | PF | PC | DP | Pts |  | CAS | SAN | MAT | BEN |
| ---- | ----------------------- | -- | - | - | -- | -- | -- | --- |  | --- | --- | --- | --- |
| 1    | Amics Castelló          | 0  | 0 | 0 | 0  | 0  | 0  | 0   |  | —   | –   | –   | –   |
| 2    | CB Sant Antoni Ibiza    | 0  | 0 | 0 | 0  | 0  | 0  | 0   |  | –   | —   | –   | –   |
| 3    | Homs UE Mataró          | 0  | 0 | 0 | 0  | 0  | 0  | 0   |  | –   | –   | —   | –   |
| 4    | Maderas Sorlí Benicarló | 0  | 0 | 0 | 0  | 0  | 0  | 0   |  | –   | –   | –   | —   |

 Fuente: FEB.es

### Grupo G
| Pos. | Equipo                             | PJ | G | P | PF | PC | DP | Pts |  | CAC | GET | TOL | SBA |
| ---- | ---------------------------------- | -- | - | - | -- | -- | -- | --- |  | --- | --- | --- | --- |
| 1    | Cáceres Patrimonio de la Humanidad | 0  | 0 | 0 | 0  | 0  | 0  | 0   |  | —   | –   | –   | –   |
| 2    | CB Getafe                          | 0  | 0 | 0 | 0  | 0  | 0  | 0   |  | –   | —   | –   | –   |
| 3    | CB Toledo                          | 0  | 0 | 0 | 0  | 0  | 0  | 0   |  | –   | –   | —   | –   |
| 4    | Spanish Basketball Academy         | 0  | 0 | 0 | 0  | 0  | 0  | 0   |  | –   | –   | –   | —   |

 Fuente: FEB.es

### Clasificación
| Pos. | Equipo                             | PJ | G | P | PF | PC | DP | Pts | Clasificación          |
| ---- | ---------------------------------- | -- | - | - | -- | -- | -- | --- | ---------------------- |
| 1    | Amics Castelló                     | 0  | 0 | 0 | 0  | 0  | 0  | 0   | Dieciseisavos de final |
| 2    | Biele ISB                          | 0  | 0 | 0 | 0  | 0  | 0  | 0   | Dieciseisavos de final |
| 3    | Bueno Arenas Albacete              | 0  | 0 | 0 | 0  | 0  | 0  | 0   | Dieciseisavos de final |
| 4    | Cáceres Patrimonio de la Humanidad | 0  | 0 | 0 | 0  | 0  | 0  | 0   | Dieciseisavos de final |
| 5    | Castillo de Gorraiz Valle de Égües | 0  | 0 | 0 | 0  | 0  | 0  | 0   | Dieciseisavos de final |
| 6    | CB Clavijo                         | 0  | 0 | 0 | 0  | 0  | 0  | 0   | Dieciseisavos de final |
| 7    | CB Getafe                          | 0  | 0 | 0 | 0  | 0  | 0  | 0   | Dieciseisavos de final |
| 8    | CB Salou                           | 0  | 0 | 0 | 0  | 0  | 0  | 0   | Dieciseisavos de final |
| 9    | CB Sant Antoni Ibiza               | 0  | 0 | 0 | 0  | 0  | 0  | 0   | Dieciseisavos de final |
| 10   | CB Starlabs Morón                  | 0  | 0 | 0 | 0  | 0  | 0  | 0   | Dieciseisavos de final |
| 11   | CB Toledo                          | 0  | 0 | 0 | 0  | 0  | 0  | 0   | Dieciseisavos de final |
| 12   | CB Zaragoza                        | 0  | 0 | 0 | 0  | 0  | 0  | 0   | Dieciseisavos de final |
| 13   | CEB Llíria                         | 0  | 0 | 0 | 0  | 0  | 0  | 0   | Dieciseisavos de final |
| 14   | Círculo Gijón Baloncesto           | 0  | 0 | 0 | 0  | 0  | 0  | 0   | Dieciseisavos de final |
| 15   | Ciudad Molina Basket               | 0  | 0 | 0 | 0  | 0  | 0  | 0   | Dieciseisavos de final |
| 16   | Clínica Ponferrada SDP             | 0  | 0 | 0 | 0  | 0  | 0  | 0   |                        |
| 17   | Coto Córdoba CB                    | 0  | 0 | 0 | 0  | 0  | 0  | 0   |                        |
| 18   | Cultural y Deportiva Leonesa       | 0  | 0 | 0 | 0  | 0  | 0  | 0   |                        |
| 19   | Homs UE Mataró                     | 0  | 0 | 0 | 0  | 0  | 0  | 0   |                        |
| 20   | Insolac Caja 87                    | 0  | 0 | 0 | 0  | 0  | 0  | 0   |                        |
| 21   | Jaén Paraíso Interior CB           | 0  | 0 | 0 | 0  | 0  | 0  | 0   |                        |
| 22   | LBC Cocinas.com                    | 0  | 0 | 0 | 0  | 0  | 0  | 0   |                        |
| 23   | Lobe Huesca La Magia               | 0  | 0 | 0 | 0  | 0  | 0  | 0   |                        |
| 24   | Maderas Sorlí Benicarló            | 0  | 0 | 0 | 0  | 0  | 0  | 0   |                        |
| 25   | Proinbeni UPB Gandía               | 0  | 0 | 0 | 0  | 0  | 0  | 0   |                        |
| 26   | Sol Gironès Bisbal Bàsquet         | 0  | 0 | 0 | 0  | 0  | 0  | 0   |                        |
| 27   | Spanish Basketball Academy         | 0  | 0 | 0 | 0  | 0  | 0  | 0   |                        |
| 28   | UEMC CBC Valladolid                | 0  | 0 | 0 | 0  | 0  | 0  | 0   |                        |

 Fuente: FEB.es

## Eliminatorias
Sus emparejamientos se determinarán a través de un sorteo puro que marcará el cuadro de competición desde los Dieciseisavos de final y hasta la Final. En esta primera ronda de eliminatorias se incorporarán ya los 17 equipos de Primera FEB entrando en juego junto a los 15 de Segunda FEB que hayan superado la Fase previa y será el sorteo anteriormente citato el que determine los cruces de unas series a partido único y en las que el equipo de menor categoría contará con el factor pista a su favor. En caso de que ambos conjuntos sean de la misma categoría, el partido se disputará en casa de la primera extracción. 

### Dieciseisavos de final
Participarán los quince equipos clasificados de la fase previa y los diecisiete equipos participantes de la Primera FEB atendiendo el siguiente orden en función del sorteo. Los partidos se disputarán los días 21 y 22 de octubre de 2025.
| Equipo 1       | Resultado | Equipo 2       |
| -------------- | --------- | -------------- |
| 1º Extracción  | D01       | 2º Extracción  |
| 3º Extracción  | D02       | 4º Extracción  |
| 5º Extracción  | D03       | 6º Extracción  |
| 7º Extracción  | D04       | 8º Extracción  |
| 9º Extracción  | D05       | 10º Extracción |
| 11º Extracción | D06       | 12º Extracción |
| 13º Extracción | D07       | 14º Extracción |
| 15º Extracción | D08       | 16º Extracción |
| 17º Extracción | D09       | 18º Extracción |
| 19º Extracción | D10       | 20º Extracción |
| 21º Extracción | D11       | 22º Extracción |
| 23º Extracción | D12       | 24º Extracción |
| 25º Extracción | D13       | 26º Extracción |
| 27º Extracción | D14       | 28º Extracción |
| 29º Extracción | D15       | 30º Extracción |
| 31º Extracción | D16       | 32º Extracción |

### Octavos de final
Participarán los dieciséis equipos vencedores de la ronda de dieciseisavos. El orden de juego y los emparejamientos de estas eliminatorias de octavos vendrán determinados por los emparejamientos de la eliminatoria de dieciseisavos de final. Las eliminatorias de los octavos de final se disputarán a un solo partido. Los partidos se disputarán los días 18 y 19 de noviembre de 2025.
| Equipo 1     | Resultado | Equipo 2     |
| ------------ | --------- | ------------ |
| Vencedor D01 | O01       | Vencedor D02 |
| Vencedor D03 | O02       | Vencedor D04 |
| Vencedor D05 | O03       | Vencedor D06 |
| Vencedor D07 | O04       | Vencedor D08 |
| Vencedor D09 | O05       | Vencedor D10 |
| Vencedor D11 | O06       | Vencedor D12 |
| Vencedor D13 | O07       | Vencedor D14 |
| Vencedor D15 | O08       | Vencedor D16 |

### Cuartos de final
Participarán los ocho equipos vencedores de la eliminatoria de la ronda de octavos. El orden de juego y los emparejamientos de esta eliminatoria de cuartos vendrán determinados por los emparejamientos de la eliminatoria de octavos de final. Las eliminatorias de cuartos de final se disputarán a un solo partido. Los partidos se disputarán el día 7 de enero de 2026.
| Equipo 1     | Resultado | Equipo 2     |
| ------------ | --------- | ------------ |
| Vencedor O01 | C01       | Vencedor O02 |
| Vencedor O03 | C02       | Vencedor O04 |
| Vencedor O05 | C03       | Vencedor O06 |
| Vencedor O07 | C04       | Vencedor O08 |

## Final four
Participarán los cuatro equipos vencedores de la eliminatoria de cuartos de final. Se disputará en sistema de concentración en una única Sede designada por la FEB, con formato de semifinales y final a partido único los días 23 y 24 de enero de 2026.
|  | Semifinales         | Semifinales         | Semifinales         |  |  | Final               | Final               | Final               |  |
|  | 23 de enero de 2026 | 23 de enero de 2026 | 23 de enero de 2026 |  |  | 24 de enero de 2026 | 24 de enero de 2026 | 24 de enero de 2026 |  |
|  |                     |                     |                     |  |  |                     |                     |                     |  |
|  |                     |                     |                     |  |  |                     |                     |                     |  |
|  | Vencedor C01        |                     |                     |  |  |                     |                     |                     |  |
|  |                     |                     |                     |  |  |                     |                     |                     |  |
|  | Vencedor C02        |                     |                     |  |  |                     |                     |                     |  |
|  |                     | Bandera de ?        |                     |  |  |                     |                     |                     |  |
|  |                     |                     |                     |  |  |                     |                     |                     |  |
|  |                     |                     | Bandera de ?        |  |  |                     |                     |                     |  |
|  | Vencedor C03        |                     |                     |  |  |                     |                     |                     |  |
|  |                     |                     |                     |  |  |                     |                     |                     |  |
|  | Vencedor C04        |                     |                     |  |  |                     |                     |                     |  |
|  |                     |                     |                     |  |  |                     |                     |                     |  |
|  |                     |                     |                     |  |  |                     |                     |                     |  |

### Semifinales
| 23 de enero de 2026 – --:-- (CEST) | Vencedor C01 | vs. | Vencedor C02 |  |  |
|                                    |              |     |              |  |  |
|                                    |              |     |              |  |  |

| 23 de enero de 2026 – --:-- (CEST) | Vencedor C03 | vs. | Vencedor C04 |  |  |
|                                    |              |     |              |  |  |
|                                    |              |     |              |  |  |

### Final
| 24 de enero de 2026 – --:-- (CEST) | Ganador S1 | vs. | Ganador S2 |  |  |
|                                    |            |     |            |  |  |
|                                    |            |     |            |  |  |

### Premios

#### Premio deportivo
En caso de que el equipo campeón de la Copa España pertenezca a la Primera FEB, obtendrá el 2.º puesto de la clasificación final de la Liga Regular de la temporada 2025/26 y la ventaja de campo en la fase de ascenso, siempre que se haya clasificado para los playoffs al término de dicha fase.
Si el equipo campeón procede de la Segunda FEB, adquirirá igualmente el derecho al 2.º puesto de la clasificación final de la Liga Regular de Segunda FEB 2025/26 y la ventaja de campo en la fase de ascenso, siempre que se haya clasificado para los playoffs.

#### Premio económico
Como novedad en esta segunda edición de la Copa España, el equipo campeón recibirá un premio económico de 50.000 euros, además del trofeo acreditativo.
Adicionalmente, se otorgará un premio de 15.000 euros al mejor equipo clasificado de Segunda FEB, en caso de que este no coincida con el campeón de la competición.